# 田中公明
田中 公明（たなか きみあき、1955年2月15日 - ）は、日本の仏教学者、チベット仏教学者。利賀瞑想の郷主任学芸員。

## 略歴
1955年、福岡県八幡市（現・北九州市八幡東区）生まれ。1979年、東京大学文学部卒業（印度哲学専攻）、1984年、東京大学大学院人文科学研究科印度哲学専門課程博士課程満期退学。1988 - 89年、ネパールに留学。1993年に、イギリス・オックスフォード大学留学。2008年、『インドにおける曼荼羅の成立と発展』で博士（文学）（乙種、東京大学）

### 職歴
東京大学文学部部助手（文化交流）、東方研究会専任研究員を歴任。2003年に短期で北京・日本学研究センター派遣教授。
現在、富山県南砺市にある利賀瞑想の郷（利賀ふるさと財団）主任学芸員。

### 受賞歴
- 2021年、南砺市功労表彰

## 著書
- 『"東大さん"の雑学デスマッチ』（実業之日本社、1984年）
- 『曼荼羅イコノロジー』（平河出版社、1987年）
- 『詳解 河口慧海コレクション チベット･ネパール仏教美術』（佼成出版社、1990年）
- 『仏教の受容と変容 3 チベット･ネパール編』（共著、佼成出版社、1991年）
- 『チベット密教』（春秋社、1993年）
  - 増補『図説チベット密教』（春秋社、2012年）
- 『超密教 時輪タントラ』（東方出版、1994年）
- 『インド･チベット曼荼羅の研究』（法藏館、1996年）
- 『性と死の密教』（春秋社、1997年）
- 『活仏たちのチベット ダライ・ラマとカルマパ』（春秋社、2000年）
- 『敦煌 密教と美術』（法藏館、2000年）
- 『タンカの世界 チベット仏教美術入門』（山川出版社、2001年）
- 『チベット密教･成就の秘法』（大法輪閣、2001年）
- 『両界曼荼羅の誕生』（春秋社、2004年）
  - 増補『両界曼荼羅の源流』（春秋社、2020年）
- 『曼荼羅グラフィクス』（山川出版社、2007年）
- 『チベットの仏たち』（方丈堂出版、2009年）
- 『インドにおける曼荼羅の成立と発展』（春秋社、2010年）
- 『大乗仏教の根本〈般若学〉入門　チベットに伝わる『現観荘厳論』の教え』（大法輪閣、2014年）
- 『仏教図像学　インドに仏教美術の起源を探る』（春秋社、2015年）
- 『両界曼荼羅の仏たち』（春秋社、2017年）
- 『千手観音と二十八部衆の謎』（春秋社、2019年）
- 『敦煌出土　忿怒五十八尊儀軌』（渡辺出版、2020年）
- 『『金剛阿闍梨最上理趣』の究竟次第』（渡辺出版、2021年）
- 『仏菩薩の名前からわかる 大乗仏典の成立』（春秋社、2022年）
- 『インド密教史』（春秋社、2022年）
- 『続　インド・チベット曼荼羅の研究』（法藏館、2023年）

### 注解ほか
- 編者代表『チベット仏教絵画集成 タンカの芸術』全7巻（臨川書店、1998 - 2005年）
- 『梵蔵対照『安立次第論』研究』（渡辺出版、2016年）
- 『梵文「普賢成就法註」研究』（渡辺出版、2017年）
- 『梵文「文殊金剛口伝」研究』（渡辺出版、2018年）
- 『蔵漢対照『大悲心陀羅尼経』』（渡辺出版、2022年）
- 編『藤田弘基アーカイブス　仏教美術遺作写真データベース』（渡辺出版 2020年）

## 論文
- CiNii>田中公明
- INBUDS>田中公明

## エピソード
ラジオたんぱで放送していたスタジオ公開番組『ヤロウどもメロウどもOh!』の常連リスナー・投稿者から準レギュラー的出演者として「今週の東大さん」のコーナーも担当していた。番組パーソナリティ斉藤洋美の歌唱による自主制作EPレコード「Please Look at My 愛」では、プロデュースと作曲を担当していた。
東京大学大学院在籍時、自作の曲「タイガージェットシンの歌」がラジオ番組『大橋照子のラジオはアメリカン』（TBSラジオ）のおもしろカセットコーナーに採用され、番組内で話題になった。現在、自身の手によってDTM化されたものがYouTubeにアップされている。